# Jaap van de Scheur

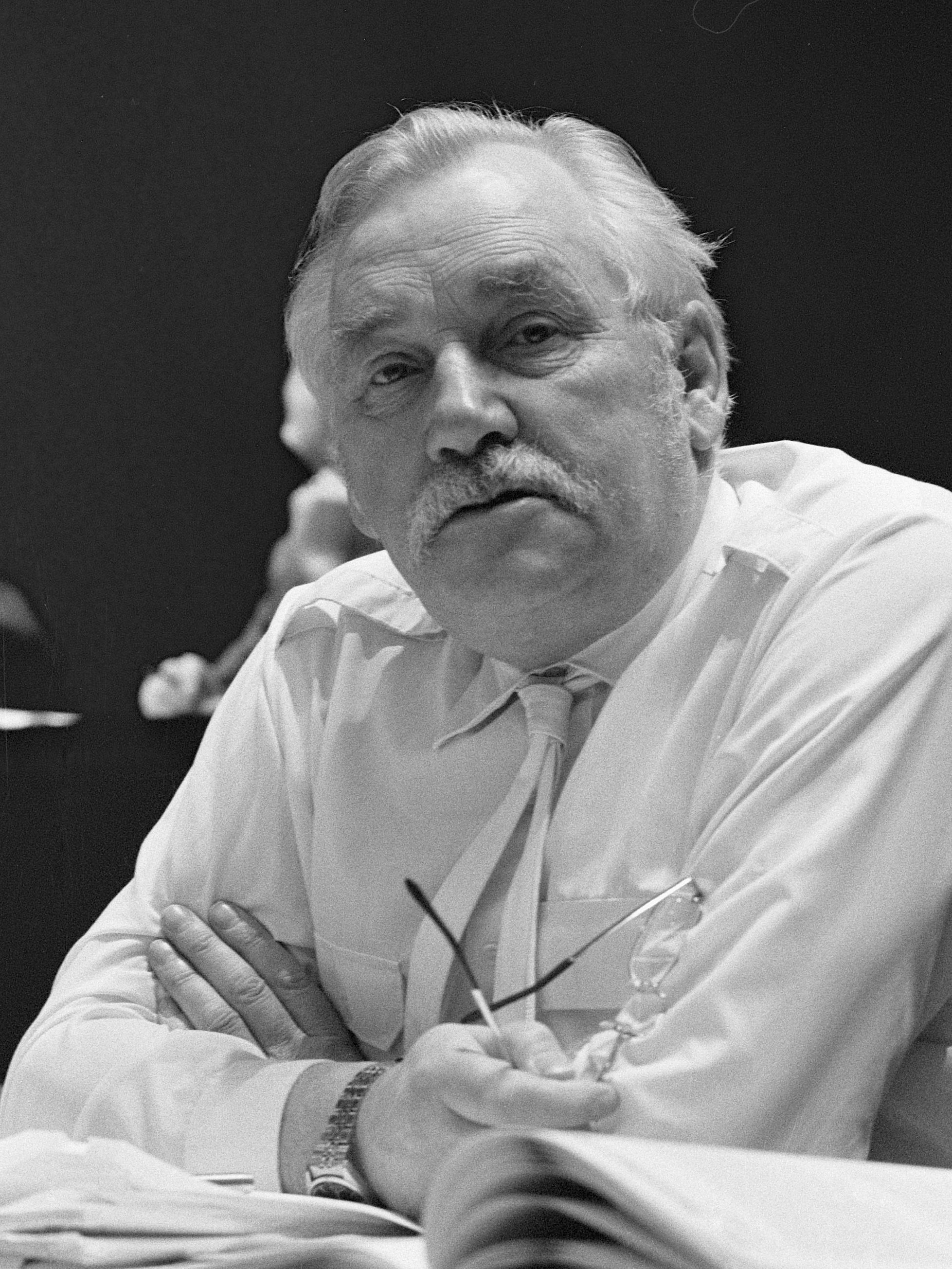
Jaap van de Scheur (1986)

Jaap van de Scheur (Heerlen, 24 november 1926 – Rotterdam, 26 december 2002) was een Nederlands vakbondsman en gemeenteraadslid.
Van de Scheur was de zoon van een timmerman in de mijnen. Hij groeide op in een protestants gezin. Op zesjarige leeftijd verhuisde het gezin Van de Scheur naar de Schilderswijk in Den Haag. In 1959 trad hij in dienst van de vakbond Abva en van 1982 tot 1990 was hij voorzitter van de FNV-ambtenarenbond AbvaKabo. Hij verwierf bekendheid als leider van de landelijke ambtenarenstaking in 1983.
Van de Scheur stond bekend als een authentieke vakbondsman. Hij was vooral een activist, waarbij minder nadruk lag op onderhandelen. Een bekende uitspraak van hem - ten tijde van Bestek'81 - was: "Als het kabinet voor is, zijn wij tegen". Zijn kenmerkende Haagse accent werd dankbaar geïmiteerd; Wim de Bie gebruikte Van de Scheur als inspiratie voor Aad van der Naad, een personage dat in Keek op de Week commentaar gaf op de actualiteit.
Na zijn pensioen was Van de Scheur raadslid voor de lokale linkse partij Solidair '93 in de gemeenteraad van Rotterdam. Hij overleed op 76-jarige leeftijd.